# Калейс, Арвид Якобович
Арвид Якобович Калейс (латыш. Arvīds Kalējs; 9 мая 1915 года, Тальсенский уезд, Курляндская губерния — 12 ноября 1997 года) — председатель колхоза «Марупе» Рижского района Латвийской ССР. Герой Социалистического Труда (1958).

## Биография
В послевоенные годы избран председателем колхоза «Марупе» Рижского района. Под его руководством колхоз добился значительных успехов в экономическом и социальном развитии. Колхоз достиг высоких показателей в животноводстве, особое внимание в колхозе уделялось развитию молочного скота, птицеводства и овощеводства. За первые два года Шестой пятилетки (1956—1960) вывел колхоз в число передовых сельскохозяйственных предприятий Латвийской ССР.
Указом Президиума Верховного Совета СССР от 15 февраля 1958 года удостоен звания Героя Социалистического Труда «за выдающиеся успехи, достигнутые в деле развития сельского хозяйства по производству зерна, картофеля, сахарной свеклы, мяса, молока и других продуктов сельского хозяйства, и внедрение в производство достижений науки и передового опыта» с вручением ордена Ленина и золотой медали Серп и Молот.
Избирался депутатом Рижского районного Совета народных депутатов.
Умер в ноябре 1997 года. Похоронен на Старом кладбище в Саласпилсе.